# Моравка
Моравка (болг. Моравка) — село в Болгарии. Находится в Тырговиштской области, входит в общину Антоново. Население составляет 184 человека (2022).

## Политическая ситуация
В местном кметстве Моравка, в состав которого входит Моравка, должность кмета (старосты) исполняет Бехчет Мехмедов Кадиров (Движение за права и свободы (ДПС)) по результатам выборов правления кметства.
Кмет (мэр) общины Антоново — Танер Мехмед Али (ДПС) по результатам выборов в правление общины.